# Rhynchospora rugosa
Rhynchospora rugosa är en halvgräsart som först beskrevs av Vahl, och fick sitt nu gällande namn av Shirley Gale. Rhynchospora rugosa ingår i släktet småag, och familjen halvgräs.

## Underarter
Arten delas in i följande underarter:
- R. r. ponapensis
- R. r. americana
- R. r. brownii
- R. r. lavarum
- R. r. rugosa